# Cazères-sur-l'Adour
Cazères-sur-l'Adour é uma comuna francesa na região administrativa da Nova Aquitânia, no departamento Landes. Estende-se por uma área de 31,18 km². Em 2010 a comuna tinha 1 123 habitantes (densidade: 36 hab./km²).